# صلب ساخن (فلم 1940)
صلب ساخن (بالإنجليزية: Hot Steel) هو فيلم دراما أمريكي أنتج عام 1940 من إخراج كريستي كابان وبطولة ريتشارد أرلين وأندي ديفين وبيغي موران.

## روابط خارجية
- مقالات تستعمل روابط فنية بلا صلة مع ويكي بيانات